# Язовая (микрорайон)
Язовая — микрорайон в Мотовилихинском районе города Перми Пермского края России.

## Топоним
Название связано с речкой Язовая.

## География
Микрорайон Язовая расположен в левобережной части города, между железнодорожной линией (на западе) и улицей Соликамская (на востоке) и к северу от Мотовилихинского пруда. На севере ограничен границей жилой застройки домов по 1-му Бойному переулку. Недалеко от северной границы микрорайона протекает речка Язовая.
Основные улицы: Соликамская, Зелёная, Березниковская.

## История
Данная местность известна с 1892 года как Новая Деревня.
В 1938 году включена в черту города Перми.

## Инфраструктура
Микрорайон имеет характер небольшой зоны частной застройки, прижатой к промзоне, в силу чего перспектив для дальнейшего развития не имеет.

### Экономика
К микрорайону примыкают территории Пермской кондитерской фабрики, Пермского завода «Машиностроитель» и других более мелких предприятий и складских баз.

## Транспортное сообщение
Железнодорожные станции Язовая и Юбилейная используются пригородными электропоездами. Микрорайон связан с другими микрорайонами города также автобусными маршрутами, проходящими по улице Соликамской: 18,24,32,36,77,78.